# Grand Prix FINA de nage en eau libre 2014
Navigation
2013 2015
L'édition 2014 du Grand Prix FINA de nage en eau libre, se dispute de janvier à septembre.

## Les étapes
| Date        | Lieu                   | Distance | Dotation |
| ----------- | ---------------------- | -------- | -------- |
| 26 janvier  | Rosario                | annulé   | annulé   |
| 2 février   | Santa Fe - Rio Corondo | 57 km    | 11 000 $ |
| 9 février   | Hernandarias - Paraná  | 88 km    | 12 000 $ |
| 29 mars     | Cancún                 | 15 km    | 20 000 $ |
| 26 juillet  | Lac Saint-Jean         | 32 km    | 40 000 $ |
| 2 août      | Lac Magog              | 34 km    | 25 000 $ |
| 23 août     | Lac d'Ohrid            | 33 km    | 10 000 $ |
| 7 septembre | Capri - Napoli         | 36 km    | 15 000 $ |

## Attribution des points
À chacune des étapes du circuit 2014 du Grand Prix de nage en eaux libres, des points sont attribués suivant la grille suivante à tous les nageurs terminant la course dans le délai imparti.
| Classement | Dotation de 25 000 $ ou plus | Dotation entre 20 000 $ et 24 999 $ | Dotation de moins de 20 000 $ |
| ---------- | ---------------------------- | ----------------------------------- | ----------------------------- |
| 1          | 25                           | 20                                  | 15                            |
| 2          | 19                           | 16                                  | 11                            |
| 3          | 16                           | 14                                  | 9                             |
| 4          | 13                           | 12                                  | 7                             |
| 5          | 11                           | 10                                  | 6                             |
| 6          | 9                            | 8                                   | 5                             |
| 7          | 7                            | 6                                   | 4                             |
| 8          | 5                            | 4                                   | 3                             |
| >8         | 4                            | 3                                   | 2                             |

## Classement

### Hommes
| Place | Nom               | Nationalité       | Points |
| ----- | ----------------- | ----------------- | ------ |
| 1     | Joanes Hedel      | France            | 59     |
| 2     | Tomi Stefanovski  | Macédoine du Nord | 51     |
| 2     | Evgenij Pop Acev  | Macédoine du Nord | 51     |
| 4     | Xavier Desharnais | Canada            | 47     |
| 5     | Damián Blaum      | Argentine         | 45     |

### Femmes
| Place | Nom             | Nationalité | Points |
| ----- | --------------- | ----------- | ------ |
| 1     | Silvie Rybarova | Tchéquie    | 102    |
| 1     | Pilar Geijo     | Argentine   | 102    |
| 3     | Esther Nuñez    | Espagne     | 61     |
| 4     | Dina Levacic    | Croatie     | 39     |
| 5     | Anna Markevich  | Russie      | 32     |

## Vainqueurs par épreuve
| Étapes                 | Hommes            | Hommes             |                   | Femmes             | Femmes |
| Étapes                 | Vainqueur         | Temps              | Vainqueur         | Temps              |        |
| Santa Fe - Rio Corondo | Simone Ercoli     | 8 h 19 min 03 s 33 | Silvie Rybarova   | 8 h 33 min 27 s 94 |        |
| Hernandarias           | Ivan Afanevich    | 9 h 20 min 38      | Pilar Geijo       | 9 h 27 min 28      |        |
| Cancún                 | Ferry Weertman    | 3 h 04 min 06 s 3  | Angela Maurer     | 3 h 25 min 26 s 3  |        |
| Lac Saint-Jean         | Xavier Desharnais | 7 h 09 min 08      | Pilar Geijo       | 7 h 19 min 52      |        |
| Lac Magog              | Joanes Hedel      | 7 h 31 min 30      | Silvie Rybarova   | 7 h 41 min 09      |        |
| Ohrid Lake             | Brian Ryckeman    | 5 h 41 min 47 s 80 | Silvie Rybarova   | 6 h 09 min 34 s 32 |        |
| Capri - Napoli         | Vilaij Khudyakov  | 6 h 11 min 27 s    | Ana Marcela Cunha | 6 h 24 min 47 s    |        |